# Du Wenxiu
En este nombre chino, el apellido es Du.

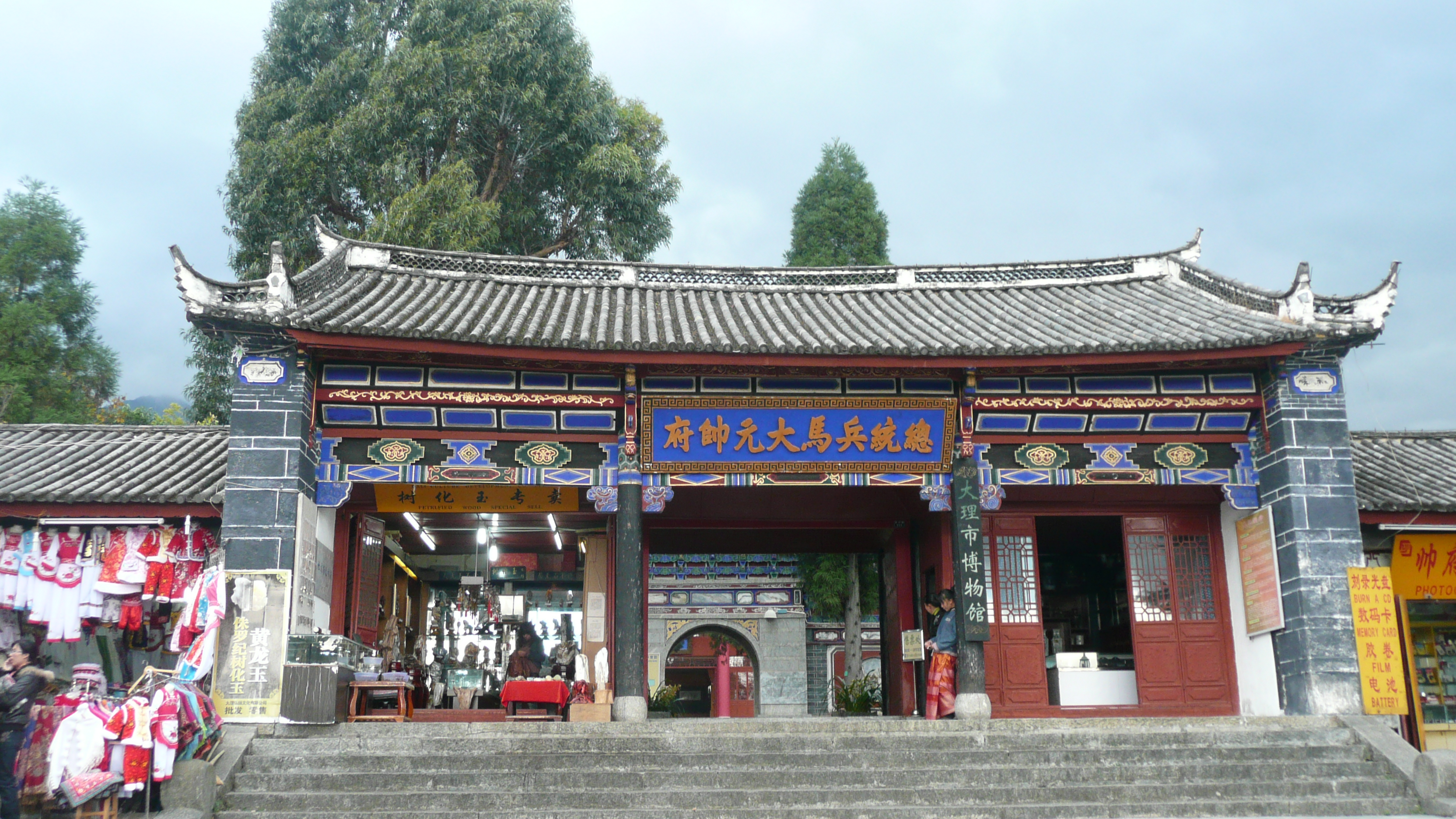
Cuartel general de Du Wenxiu en Dali (Yunnan), ahora Museo de la Ciudad de Dali.

Du Wenxiu (en chino, 杜文秀; pinyin, Dù Wénxiù; Wade-Giles, Tu Wen-hsiu, Xiao'erjing: ٔدُﻮْ  وٌ ﺷِﯿَﻮْ ْ‎ ) (1823 to 1872) fue el líder musulmán chino de la Rebelión de los panthay, una revuelta anti-Qing en China durante la dinastía Qing. Du tenía ascendencia china han.
Nacido en Yongchang (ahora Baoshan, Yunnan), Du Wenxiu era hijo de un chino han que se había convertido al islam. Su nombre original era Yang Xiu (杨秀). Se llamaba a sí mismo el 'Sultán de Dali' y reinó durante 16 años antes de que las tropas Qing bajo Cen Yuying lo decapitaran después de que tragara una bola de opio. Está enterrado en Xiadui.
La rebelión se inició después de las masacres de los hui perpetradas por las autoridades manchúes. Du usó la retórica anti-manchú en su rebelión contra los Qing, pidiendo a los han que se uniera a los hui para derrocar a los manchúes Qing después de 200 años de gobierno. Du invitó al líder musulmán hui, Ma Rulong a que se uniera a él para expulsar a los manchúes Qing y 'recuperar China'. En su guerra contra la 'opresión manchú', Du 'se convirtió en un héroe musulmán', mientras que Ma Rulong desertó a los Qing. En múltiples ocasiones, Kunming fue atacado y saqueado por las fuerzas de Du Wenxiu. Su hijo, Du Fengyang, también participó en la rebelión.
En Kunming, hubo una masacre de 3.000 musulmanes en 1856 por instigación del comisionado judicial, un manchú. De su lucha contra Ma Rulong, el erudito musulmán Ma Dexin, estableció que el neoconfucianismo era conciliable con el islam, y aprobó la deserción de Ma Rulong a los Qing y también ayudó a otros musulmanes a desertar.
El animismo pagano tribal, el confucianismo y el islam fueron todos legalizados y "honrados" con una "burocracia al estilo chino" en el sultanato de Du Wenxiu. Un tercio de los puestos militares del sultanato estaban ocupados por chinos han, que también ocupaban la mayoría de los puestos civiles.
Estableció su capital en Dali, pero la revuelta terminó en 1873.